# روبرت آرب
روبرت آرب (من مواليد 20 مارس 1970) فيلسوف أمريكي معروف بعمله في الأخلاقيات والفلسفة الحديثة والأنطولوجية وفلسفة علم الأحياء والعلوم الاستعرافية وعلم النفس التطوري ودراسة العقائد الدينية والفلسفة والثقافة الشعبية. يعمل حاليًا كأستاذ مستخلف في تدريس دورات الفلسفة في الفصل وعلى الإنترنت في العديد من المدارس في كانساس سيتي (ميزوري) ومناطق أخرى من الولايات المتحدة.

## التعليم
حصل آرب على درجة جامعية في الفلسفة من الجامعة الكاثوليكية الأمريكية في عام 1992، وحصل على درجة الماجستير في الفلسفة من الجامعة الكاثوليكية الأمريكية في عام 1993، ودرجة الدكتوراه في الفلسفة من جامعة سانت لويس خلال العام الدراسي 2004-2005. حصل على منحة ثيودور. ب. باسيلين الدراسية المرموقة أثناء وجوده في الجامعة الكاثوليكية الأمريكية، وكان زميل تدريس وزميل أبحاث وزميل أطروحات ضمن فترة وجوده في جامعة سانت لويس. درّس آرب كأستاذ مساعد للفلسفة في جامعة جنوب غرب ولاية مينيسوتا (2005-2006) ثم أستاذًا مساعدًا زائرًا للفلسفة في جامعة ولاية فلوريدا لمدة عام مع مايكل روس (2006-2007)، وعمل في العديد من المدارس في مدينة سانت لويس (ميزوري) كأستاذ مستخلف في الفلسفة (1996-2005)، قبل إجراء أبحاث ما بعد الدكتوراه في الأنطولوجيا في المركز الوطني للأنطولوجيا الطبية الحيوية مع مارك موسين وباري سميث في جامعة بافالو (2007-2009).

## بحوثه في الأخلاق
يطرح بحث آرب الذي نشر في الدورية الفصلية الدولية للفلسفية تحت عنوان «تبرئة أخلاقيات كانط» دفاعًا عن موقف إيمانويل كانط ضد الذين يزعمون أن موقف كانط الأخلاقي يفتقر إلى عنصر النية، ويتجاهل الأبعاد الروحية للأخلاق التي تتخذها الأخلاقيات القائمة على الفضيلة، ويبالغ في التأكيد على مبدأ الاستقلالية في إهماله السياق الجماعي للأخلاق، ويفتقر إلى الأساس اللاهوتي.

## بحوثه في الفلسفة الحديثة
في ورقته البحثية تحت عنوان «الطرق الخمسة لتوماس هوبز» (1999، 4:16، 367–394) والتي نُشرت في الدورية الفصلية لتاريخ الفلسفة، يذكر آرب أن هوبز يؤيد أدلة على وجود الله مشابهة لتوما الأكويني وهي موجودة في تقاليد الفلسفة المدرسية التي يبدو أنه يعارضها بشدة. تعرض هذا الرأي للقبول والسخرية في الوقت نفسه.
في مقالته «إعادة التفكير في مشاريع هوبز المادية والميكانيكية» (2002، 1:15، 3-31)، التي نُشرت في دراسات هوبز، أكد آرب أنه ينتمي إلى مجموعة العلماء الذين يقرؤون نصوص الفلاسفة العظماء، مثل هوبز، بدلًا من تفسير نصوصهم بطرق قد تؤدي إلى مفارقة تاريخية أو أنواع أخرى من المغالطات في المنهج العلمي.

## بحوثه في العلوم الاستعرافية وعلم النفس التطوري
في كتابه الأول الذي نُشر من قبل دار ميت بريس للنشر، تحت عنوان تصور السيناريو: نموذج تطوري للحل الإبداعي للمشكلات، يضيف آرب إلى وجهة نظر ستيفن ميثن حول السيولة المعرفية بقوله إن مثل هذه السيولة ستكون عشوائية وفوضوية وتفتقر إلى آليات الانتقاء والتكامل. لذلك، يعتبر ما يسميه «تصور السيناريو» عنصرًا ضروريًا للحل الإبداعي للمشكلات، وهو غالبًا من أوائل العناصر التي ظهرت في مفهوم الوعي البشري. يعرّف آرب تصور السيناريو بأنه «القدرة الواعية على عزل ودمج الصور المرئية في السيناريوهات المستقبلية».
رغم الإشادة بهذا الرأي باعتباره «مبتكرًا ومثيرًا للاهتمام» و«مصدرًا قيمًا ومساهمة محفزة» وحتى «طموح»، هناك من ينتقد موقف آرب باعتباره «لم يقدم ما هو جديد» ويعاني من «أحد أشكال العجز الانتقائي -عدم القدرة على الحكم على ما هو مرتبط بادعاءاته وما لا يمد لها بصلة».
تستمر الإشادة بوجهة نظر آرب من قبل أخصائيي العلوم الاستعرافية وغيرهم ممن يعملون في مجال الذكاء الاصطناعي وأخصائيي علم النفس الفلسفي، وغيرهم من العلماء في المجالات الأخرى.